# Scaramouche (pel·lícula de 1923)
Scaramouche és una pel·lícula muda dirigida per Rex Ingram protagonitzada per Ramon Novarro, Alice Terry i Lewis Stone. Basada en novel·la homònima de Rafael Sabatini, la pel·lícula es va estrenar el 30 de setembre de 1923.

## Argument
Just abans de l’inici de la revolució francesa, André-Louis Moreau i Aline de Kercadiou, la neboda del seu padrí, Quintin de Kercadiou, estan enamorats. Quintin, però, com que els pares d’André-Louis no són coneguts, s’estima més que es casi amb el marquès de la Tour d'Azyr, un noble de mitjana edat. Un dia, la Tour mata en un duel Philippe de Vilmorin, l’amic d’André i aquest es presenta davant el tinent real per demanar justícia. En assabentar-se aquest qui és l’acusat decideix engarjolar André i aquest s’escapa. Mentrestant una persona que fa un discurs a favor de la llibertat i la igualtat es mort per un soldat i André pren el seu lloc i continua el discurs malgrat que una bala és a punt de matar-lo també a ell. Quan els soldats del rei carreguen, un home, Chapelier, admirant la seva actitud l’ajuda a escapar.
André s’uneix a la companyia de teatre itinerant de Challefau Binet en la que escriu els guions dels artistes aconseguint un gran èxit que els porta als teatres de París. A París André es declara a Climène, la filla de Binet però poc després retroba Aline que va al teatre amb de la Tour. André evita Aline però de la Tour coqueteja amb Climène. Per casualitat de la Tour és sorprès amb Climène per Aline i la comtessa de Plougastel cosa que provoca el trencament del compromís. De la Tour intenta refer el compromís amb l’ajut de la comtessa a qui fa xantatge per un incident del passat.
Mentrestant, a l’assemblea nacional, els aristòcrates liderats per de la Tour intenten eliminar els reformistes reptant-los a duels. Danton i Chapelier convencen André que respongui al desafiament i aquest acaba amb el cavaller de Chabrillone. Després aconsegueix reptar de la Tour i en ferir-lo al braç aquest darrer s’acaba rendint. Es produeix l'esclat de la revolució francesa i Kercadiou revela a André que la seva mare és la comtessa. Aconsegueix un passaport de Danton i es dirigeix a trobar la seva mare. En arribar al palau d’aquesta André es retroba amb de la Tour. Aquest és a punt de matar-lo quan la comtessa li ho impedeix dient-li que és el seu fill. Els dos homes es reconcilien i de la Tour marxa a la batalla contra els revolucionaris i és mort. André aconsegueix fer marxar de París a la seva mare i Aline.

## Repartiment
- Ramon Novarro (André-Louis Moreau)
- Lloyd Ingraham (Quintin de Kercadiou)
- Alice Terry (Aline de Kercadiou)
- Lewis Stone (marquès de la Tour d'Azyr)
- Julia Swayne Gordon (comtessa Thérèse de Plougastel)
- William J. Humphrey (cavaller de Chabrillone)
- Otto Matieson (Philippe de Vilmorin)
- George Siegmann (Danton)
- Bowditch M. Turner (Chapelier)
- James Marcus (Challefau Binet)
- Edith Allen (Climène Binet)
- John George (Polichinelle)
- Willard Lee Hall (tinent del rei)
- Rose Dione (La Révolte)
- Edwin Argus as Lluís XVI
- J. Edwin Brown (Monsieur Benoit)
- Louise Carver (membre de l’audiència al teatre)
- Edward Connelly (ministre del rei)